# Uijong
Uijong (né le 23 mai 1127 et mort le 7 novembre 1173) est le dix-huitième roi de la Corée de la dynastie Goryeo. Il a régné du 10 avril 1146 à 1170.